# أشباح أوروبا (فلم)
أشباح أوروبا هو فيلم مصري تم إنتاجه في سنة 2022 وهو من أفلام عيد الفطر 1443 هـ.

## قصة الفيلم
تنجب زوجة ستة توائم، مما يضطر الزوج لبيع ثلاثة من أبنائهما بسبب الفقر، وعندما تكتشف الزوجة، تقرر ترك زوجها والسفر للخارج لتنشأ العديد من الصراعات بين الأشقاء في المستقبل، وكان الفيلم يحمل اسم (عقدة الخواجة)، ثم تغييره إلى (حجر الإسكندر)، ثم استقر صناع الفيلم على اسم (أشباح أوروبا).

## طاقم العمل
- هيفاء وهبي (لي لي)
- أحمد الفيشاوي (مارتن)
- مصطفى خاطر (چو)
- أروى جودة (ايڤا)
- باسم سمرة (هارون)
- عباس أبو الحسن (سليم)
- بيومي فؤاد
- سعد المختار